# Tháp Chủ Thể
Tháp Chủ Thể, tên chính thức là Tháp tư tưởng Chủ thể, tiếng Hàn Quốc: 주체사상탑), là một đài kỷ niệm tại Bình Nhưỡng, Bắc Triều Tiên. Tháp được đặt tên tư tưởng chủ thể (juche), phát triển bởi Kim Nhật Thành như là hệ tư tưởng nhà nước chính thống của Bắc Triều Tiên. Nó cho rằng "con người là chủ thể của mọi thứ và quyết định mọi thứ," và rằng người dân Triều Tiên là chủ thể của cuộc cách mạng Triều Tiên kết hợp với chủ nghĩa Marx-Lenin.
Hoàn thành vào năm 1982, tháp tọa lạc bên bờ phía đông của sông Đại Đồng, trực tiếp đối diện quảng trường Kim Nhật Thành ở phía bên kia của con sông. Nó đã được thực hiện để kỷ niệm sinh nhật 70 Kim Nhật Thành. Kim Chính Nhật được chính thức ghi như thiết kế của tháp; Tuy nhiên, các cuộc phỏng vấn với các quan chức Bắc Triều Tiên trước đây trái với khẳng định này.